# Terrestrial Gamma Ray Flash

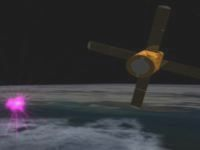
Rappresentazione artistica del fenomeno TGRF. Credit: NASA

Meccanismo ipotetici di produzione di TGF nei pressi di un cumulonembo

I Terrestrial gamma-ray flash o TGF sono esplosioni di raggi gamma ad alta energia che si verificano nell'atmosfera terrestre a una altezza compresa, in genere, fra i 20 e i 50 chilometri, ma, in alcuni casi, anche a quote ben inferiori (10 km).
Sono stati scoperti dalla NASA nel 1994, grazie alle osservazioni del telescopio spaziale Compton Gamma Ray Observatory (lo strumento utilizzato fu chiamato Burst and Transient Source Experiment, o BATSE), che durante i suoi nove anni di vita in orbita, riuscì a osservare 76 casi di TGRF. 

## Osservazioni del fenomeno
Esplosioni di raggi gamma ad alta energia si verificano normalmente nello spazio, in prossimità di buchi neri o di fenomeni cosmici ad altissima energia. Per questo fu grande la meraviglia quando, nel 1994, gli scienziati scoprirono l'esistenza di simili fenomeni anche nel cielo terrestre. 
Si presume che i TGRF possano verificarsi quando, nei cieli sopra un temporale, i potenti campi elettrici generati dalla tempesta si spingono per molti chilometri su nell'atmosfera. Questi campi elettrici accelerano poi elettroni liberi, che, viaggiando a velocità molto vicina a quella della luce, si scontrano con i nuclei degli atomi dell'aria, liberando energia sotto forma di raggi gamma. Gli scienziati hanno anche riscontrato la produzione di antimateria, nella forma di positroni energetici, conseguenza del TGF.
Il satellite AGILE, lanciato nel 2007 dall'Agenzia Spaziale Italiana, ha permesso di scoprire che i lampi di raggi gamma si verificano soprattutto in prossimità di violente tempeste tropicali nella fascia equatoriale. Analogamente, il satellite Fermi della NASA ha raccolto prove che vanno nella stessa direzione.
Si è scoperto, inoltre, che i "TGRF" possono verificarsi anche ad altezze fino a 10 chilometri e quindi interessare potenzialmente la navigazione aerea.

## Studi futuri
Nel mese di gennaio del 2010 si è costituito un gruppo di studio formato da ricercatori dell'INAF, dell'ASI e dell'ENAC (l'ente nazionale dell'aviazione civile) per approfondire la questione e cercare di capire i rischi a cui sono esposti i passeggeri dei voli aerei ad alta quota. Nel 2018 è entrata in servizio una missione dedicata allo studio dei TGF: lo strumento ASIM dell'ESA, installato a bordo dell'ISS .